# Osadzki Wierch
Osadzki Wierch (1253 m n.p.m., inne źródło 1251 m n.p.m) – drugi co do wysokości i najwyższy dostępny szlakiem turystycznym szczyt w paśmie Połoniny Wetlińskiej w Bieszczadach Zachodnich. 
Wierzchołek stanowi krótką, kamienistą grań o stromych stokach pokrytych grehotami. Na Osadzkim Wierchu grzbiet Połoniny Wetlińskiej zmienia kierunek (patrząc od wschodu) z NE-SW na NW-SE; ponadto na zachód odchodzi boczny grzbiet kulminujący w Hnatowym Berdzie. Z uwagi na występowanie połoniny, szczyt jest punktem widokowym na okoliczne pasma Bieszczadów oraz Gór Sanocko-Turczańskich.

## Szlaki turystyczne
Główny Szlak Beskidzki:
- z Przełęczy Orłowicza 1 h (z powrotem 0.45 h)
- ze schroniska „Chatka Puchatka” 0.50 h (z powr. 0.50 h)